# Décès en avril 1918
Décès
- 1914
- 1915
- 1916
- 1917
- 1918
- 1919
- 1920
- 1921
- 1922

Pour une information complémentaire, voir la page d'aide.

| Date     | Nom            | Pays                 | Activités           | Âge | Source |
| -------- | -------------- | -------------------- | ------------------- | --- | ------ |
| 16 avril | Marcel Lehuédé | Drapeau de la France | Sculpteur français. | 32  |        |